# Biskopsö (Hiittinen)
Biskopsö est une île de l'archipel finlandais à Kimitoön en Finlande.

## Géographie
Biskopsö est située au sud de Dalsbruk (sv).
Biskopsö à une superficie de 7,2 km2,.
Le traversier M/S Stella de Dalsbruk dessert la côte orientale de l'île.